# Música de Grey's Anatomy
Grey's Anatomy Original Soundtrack são álbuns da trilha sonora da série americana Grey's Anatomy. Além desses, outras coleções são comumente lançadas.
Até o momento, quatro álbuns foram lançados, sendo o último lançado em 13 de setembro de 2011. Em 11 de setembro de 2007, foi lançada uma coletânea com os três primeiros volumes da trilha sonora da série lançados até então. Em 31 de março de 2011, com a exibição do episódio musical "Song Beneath the Song", foi lançado Grey's Anatomy: The Music Event com canções sendo interpretadas pelos próprios atores do seriado. As canções escolhidas para este álbum (já apresentadas em Grey's Anatomy) foram as que obtiveram boa aceitação do público nas temporadas anteriores.

## Trilha sonora

### Volume 1
O primeiro volume foi lançado em 27 de Setembro de 2005 nos Estados Unidos. 
Denise Sheppard do site Amazon descreveu a trilha sonora como uma "surpresa agradável para uma coleção de músicas", além de destacar a música "Ruby Blue" de Róisín Murphy. Johnny Loftus do Allmusic disse que "Alexandra Patsavas (supervisora musical de Grey's Anatomy) definitivamente, sabe como escolher músicas".
O álbum entrou em três tabelas da Billboard, alcançando a 109ª posição na Billboard 200, 189ª no Top Internet Albums e a 4ª no Top Soundtracks.
| N.º | Título                                           | Artista                | Duração |  |
| 1.  | "Such Great Heights"                             | The Postal Service     | 4:26    |  |
| 2.  | "Ruby Blue"                                      | Róisín Murphy          | 2:46    |  |
| 3.  | "Song Beneath the Song"                          | Maria Taylor           | 3:59    |  |
| 4.  | "Where Does the Good Go"                         | Tegan and Sara         | 3:37    |  |
| 5.  | "Looking at the World from the Bottom of a Well" | Mike Doughty           | 3:57    |  |
| 6.  | "Wait"                                           | Get Set Go             | 2:46    |  |
| 7.  | "Could be Anything"                              | The Eames Era          | 3:45    |  |
| 8.  | "Portions for Foxes"                             | Rilo Kiley             | 4:44    |  |
| 9.  | "The City"                                       | Joe Purdy              | 4:44    |  |
| 10. | "End of the World Party"                         | Medeski, Martin & Wood | 5:10    |  |
| 11. | "Catch My Disease" (ao vivo)                     | Ben Lee                | 4:14    |  |
| 12. | "There's a Girl"                                 | The Ditty Bops         | 3:02    |  |
| 13. | "Whatever Gets You Through Today"                | The Radio              | 4:11    |  |
| 14. | "Fools in Love"                                  | Inara George           | 4:42    |  |
| 15. | "Cosy in the Rocket" (canção de abertura)        | Psapp                  | 4:28    |  |

### Volume 2
O segundo volume foi lançado em 12 de setembro de 2006 nos Estados Unidos. 
Corey Apar do Allmusic disse que "é notável uma mudança que ocorre neste segundo volume; [...] a trilha contém músicas que refletem o estresse diário dos personagens médicos, bem como suas incursões no amor." Steve Marsi do TV Fanatic comentou que "é uma compilação perfeita para os fãs da série, cujo gosto musical é eclético". Elisabeth Vincentelli do site Amazon disse que o CD "reflete as alterações de humor na série, oferecendo uma ampla gama de sons modernos."
O álbum entrou em três tabelas da Billboard, alcançando a 14ª posição na Billboard 200 e no Top Internet Albums e a 2ª posição no Top Soundtracks.
| N.º | Título                           | Artista         | Duração |  |
| 1.  | "How to Save a Life"             | The Fray        | 4:22    |  |
| 2.  | "War on Sound"                   | Moonbabies      | 3:45    |  |
| 3.  | "I Me You"                       | Jim Noir        | 2:39    |  |
| 4.  | "Kaboom!"                        | Ursula 1000     | 3:43    |  |
| 5.  | "Miss Halfway"                   | Anya Marina     | 4:33    |  |
| 6.  | "Multiply"                       | Jamie Lidell    | 4:24    |  |
| 7.  | "Universe & U"                   | KT Tunstall     | 4:33    |  |
| 8.  | "Monster Hospital"               | Metric          | 3:30    |  |
| 9.  | "How We Operate"                 | Gomez           | 5:26    |  |
| 10. | "Grace"                          | Kate Havnevik   | 3:41    |  |
| 11. | "Sexy Mistake"                   | The Chalets     | 2:55    |  |
| 12. | "Bound by Love"                  | Gran Bel Fisher | 3:34    |  |
| 13. | "I Hate Everyone"                | Get Set Go      | 3:36    |  |
| 14. | "Homebird"                       | Foy Vance       | 3:44    |  |
| 15. | "Chasing Cars" (versão acústica) | Snow Patrol     | 4:31    |  |

### Volume 3
O terceiro volume foi lançado em 11 de setembro de 2007 nos Estados Unidos.
Elisabeth Vincentelli do site Amazon comentou que o volume "se concentra na música melódica, acessível da persuasão indie, [...] misturando artistas emergentes com canções mais estabelecidas."
Alcançou 3 posições nas tabelas da Billboard: 16ª na Billboard 200 e no Top Internet Albums e a 4ª no Top Soundtracks.
| N.º | Título                                    | Artista                             | Duração |  |
| 1.  | "Young Folks"                             | Peter Bjorn and John                | 4:39    |  |
| 2.  | "Again & Again"                           | The Bird and the Bee                | 2:44    |  |
| 3.  | "Something in the Water"                  | The Jealous Girlfriends             | 2:50    |  |
| 4.  | "Sealion"                                 | Feist                               | 3:40    |  |
| 5.  | "A Cold Wind Will Blow Through Your Door" | Bill Ricchini                       | 3:41    |  |
| 6.  | "Falling Or Flying"                       | Grace Potter and the Nocturnals     | 4:57    |  |
| 7.  | "Come To Me"                              | Koop                                | 2:49    |  |
| 8.  | "Running On Sunshine"                     | Jesus Jackson                       | 4:50    |  |
| 9.  | "Ain't Nothing Wrong With That"           | Robert Randolph and the Family Band | 3:29    |  |
| 10. | "Million Faces"                           | Paolo Nutini                        | 3:41    |  |
| 11. | "Breathe In Breathe Out"                  | Mat Kearney                         | 3:43    |  |
| 12. | "Moon and Sun"                            | Gomez                               | 4:35    |  |
| 13. | "Sun Comes Up"                            | John Legend                         | 3:54    |  |
| 14. | "Keep Breathing"                          | Ingrid Michaelson                   | 3:28    |  |
| 15. | "The Story"                               | Brandi Carlile                      | 3:58    |  |

No lançamento de Grey's Anatomy Volumes 1-3, duas faixas foram adicionadas nesse volume.

### Volume 4
O lançamento do volume 4 ocorreu no dia 13 de setembro de 2011 nos Estados Unidos.
James Christopher Monger do site Allmusic comentou que o álbum "sinaliza outra coleção eclética de músicas da série", além de destacar os diferentes gêneros musicais presentes no volume.
| N.º | Título                | Artista              | Duração |  |
| 1.  | "Get Some"            | Lykke Li             | 3:22    |  |
| 2.  | "Heart On Fire"       | Scars On 45          | 3:39    |  |
| 3.  | "Way to the Future"   | Katie Herzig         | 3:23    |  |
| 4.  | "Second Chance"       | Peter Bjorn and John | 4:13    |  |
| 5.  | "Old Fashioned"       | Cee Lo Green         | 3:25    |  |
| 6.  | "England"             | The National         | 5:40    |  |
| 7.  | "Stare Into the Sun"  | Graffiti6            | 3:57    |  |
| 8.  | "Worried About"       | Lissie               | 4:25    |  |
| 9.  | "Salt In the Wound"   | Delta Spirit         | 5:50    |  |
| 10. | "Further"             | Correatown           | 4:44    |  |
| 11. | "The Infidel"         | Republic Tigers      | 4:02    |  |
| 12. | "In Front Of You"     | The Quiet Kind       | 5:10    |  |
| 13. | "Entwined"            | Tim Myers            | 3:19    |  |
| 14. | "Both Sides are Even" | The Boxer Rebellion  | 5:05    |  |

## Grey's Anatomy Volumes 1-3
Grey's Anatomy Volumes 1-3 foi uma coletânea lançada em 11 de setembro de 2007 com os três volumes da trilha sonora de Grey's Anatomy lançados até então. O disco 3 (volume 3) contém duas canções adicionadas, totalizando 17 faixas.

### Disco 1
| N.º | Título                                           | Artista                | Duração |  |
| 1.  | "Such Great Heights"                             | The Postal Service     | 4:26    |  |
| 2.  | "Ruby Blue"                                      | Róisín Murphy          | 2:46    |  |
| 3.  | "Song Beneath the Song"                          | Maria Taylor           | 3:59    |  |
| 4.  | "Where Does the Good Go"                         | Tegan and Sara         | 3:37    |  |
| 5.  | "Looking at the World from the Bottom of a Well" | Mike Doughty           | 3:57    |  |
| 6.  | "Wait"                                           | Get Set Go             | 2:46    |  |
| 7.  | "Could be Anything"                              | The Eames Era          | 3:45    |  |
| 8.  | "Portions for Foxes"                             | Rilo Kiley             | 4:44    |  |
| 9.  | "The City"                                       | Joe Purdy              | 4:44    |  |
| 10. | "End of the World Party"                         | Medeski, Martin & Wood | 5:10    |  |
| 11. | "Catch My Disease" (ao vivo)                     | Ben Lee                | 4:14    |  |
| 12. | "There's a Girl"                                 | The Ditty Bops         | 3:02    |  |
| 13. | "Whatever Gets You Through Today"                | The Radio              | 4:11    |  |
| 14. | "Fools in Love"                                  | Inara George           | 4:42    |  |
| 15. | "Cosy in the Rocket" (canção de abertura)        | Psapp                  | 4:28    |  |

### Disco 2
| N.º | Título                           | Artista         | Duração |  |
| 1.  | "How to Save a Life"             | The Fray        | 4:22    |  |
| 2.  | "War on Sound"                   | Moonbabies      | 3:45    |  |
| 3.  | "I Me You"                       | Jim Noir        | 2:39    |  |
| 4.  | "Kaboom!"                        | Ursula 1000     | 3:43    |  |
| 5.  | "Miss Halfway"                   | Anya Marina     | 4:33    |  |
| 6.  | "Multiply"                       | Jamie Lidell    | 4:24    |  |
| 7.  | "Universe & U"                   | KT Tunstall     | 4:33    |  |
| 8.  | "Monster Hospital"               | Metric          | 3:30    |  |
| 9.  | "How We Operate"                 | Gomez           | 5:26    |  |
| 10. | "Grace"                          | Kate Havnevik   | 3:41    |  |
| 11. | "Sexy Mistake"                   | The Chalets     | 2:55    |  |
| 12. | "Bound by Love"                  | Gran Bel Fisher | 3:34    |  |
| 13. | "I Hate Everyone"                | Get Set Go      | 3:36    |  |
| 14. | "Homebird"                       | Foy Vance       | 3:44    |  |
| 15. | "Chasing Cars" (versão acústica) | Snow Patrol     | 4:31    |  |

### Disco 3
| N.º | Título                                    | Artista                             | Duração |  |
| 1.  | "Young Folks"                             | Peter Bjorn and John                | 4:39    |  |
| 2.  | "Again & Again"                           | The Bird and the Bee                | 2:44    |  |
| 3.  | "Something in the Water"                  | The Jealous Girlfriends             | 2:50    |  |
| 4.  | "Sealion"                                 | Feist                               | 3:40    |  |
| 5.  | "A Cold Wind Will Blow Through Your Door" | Bill Ricchini                       | 3:41    |  |
| 6.  | "Falling Or Flying"                       | Grace Potter and the Nocturnals     | 4:57    |  |
| 7.  | "Come To Me"                              | Koop                                | 2:49    |  |
| 8.  | "Don't Mistake Me"                        | Keisha White                        | 3:30    |  |
| 9.  | "Fireworks"                               | The Whitest Boy Alive               | 3:23    |  |
| 10. | "Running On Sunshine"                     | Jesus Jackson                       | 4:50    |  |
| 11. | "Ain't Nothing Wrong With That"           | Robert Randolph and the Family Band | 3:29    |  |
| 12. | "Million Faces"                           | Paolo Nutini                        | 3:41    |  |
| 13. | "Breathe In Breathe Out"                  | Mat Kearney                         | 3:43    |  |
| 14. | "Moon and Sun"                            | Gomez                               | 4:35    |  |
| 15. | "Sun Comes Up"                            | John Legend                         | 3:54    |  |
| 16. | "Keep Breathing"                          | Ingrid Michaelson                   | 3:28    |  |
| 17. | "The Story"                               | Brandi Carlile                      | 3:58    |  |

## The Music Event
Em 31 de março de 2011, foi lançada a trilha sonora do episódio musical da sétima temporada da série, "Song Beneath the Song".
| N.º | Título                | Intérpretes | Duração |  |
| 1.  | "Chasing Cars"        | Sara Ramirez, Kevin McKidd, Chandra Wilson                                                                                       | 4:11    |  |
| 2.  | "Breathe"             | Chyler Leigh | 4:36    |  |
| 3.  | "How We Operate"      | Kevin McKidd | 4:30    |  |
| 4.  | "Wait"                | Chandra Wilson, Sarah Drew, Chyler Leigh                                                                                         | 3:22    |  |
| 5.  | "Runnin' on Sunshine" | Sara Ramirez, Daniel Sunjata, Kevin McKidd, Scott Foley, Justin Chambers, Jessica Capshaw, Kim Raver, Chyler Leigh, Ellen Pompeo | 4:05    |  |
| 6.  | "Universe & U"        | Sara Ramirez, Jessica Capshaw | 4:05    |  |
| 7.  | "Grace"               | Sara Ramirez, Sarah Drew, Chyler Leigh                                                                                           | 3:45    |  |
| 8.  | "How to Save a Life"  | (todo o elenco) | 3:46    |  |
| 9.  | "The Story"           | Sara Ramirez | 3:28    |  |

### Posições
Grey's Anatomy: The Music Event estreou na 24ª posição da Billboard 200, com 19 mil cópias vendidas. Alcançou a 2ª posição na parada de soundtracks dos Estados Unidos, e a 5ª na Independent Albums. "The Story" entrou na parada de singles Billboard Hot 100 na posição #69, e na Canadian Hot 100 em 72º lugar.